# Raphaël Ahumada
Raphaël Ahumada Ireland (20 de mayo de 2001) es un deportista suizo que compite en remo.
Ganó una medalla de plata en el Campeonato Mundial de Remo de 2023 y tres medallas en el Campeonato Europeo de Remo entre los años 2022 y 2024, en la prueba de doble scull ligero.

## Palmarés internacional
| Campeonato Mundial | Campeonato Mundial | Campeonato Mundial | Campeonato Mundial |
| Año                | Lugar              | Medalla            | Prueba             |
| ------------------ | ------------------ | ------------------ | ------------------ |
| 2023               | Belgrado (Serbia)  | Medalla de plata   | Doble scull ligero |
| Campeonato Europeo |                    |                    |                    |
| Año                | Lugar              | Medalla            | Prueba             |
| 2022               | Múnich (Alemania)  | Medalla de bronce  | Doble scull ligero |
| 2023               | Bled (Eslovenia)   | Medalla de oro     | Doble scull ligero |
| 2024               | Szeged (Hungría)   | Medalla de oro     | Doble scull ligero |